# Konopljane

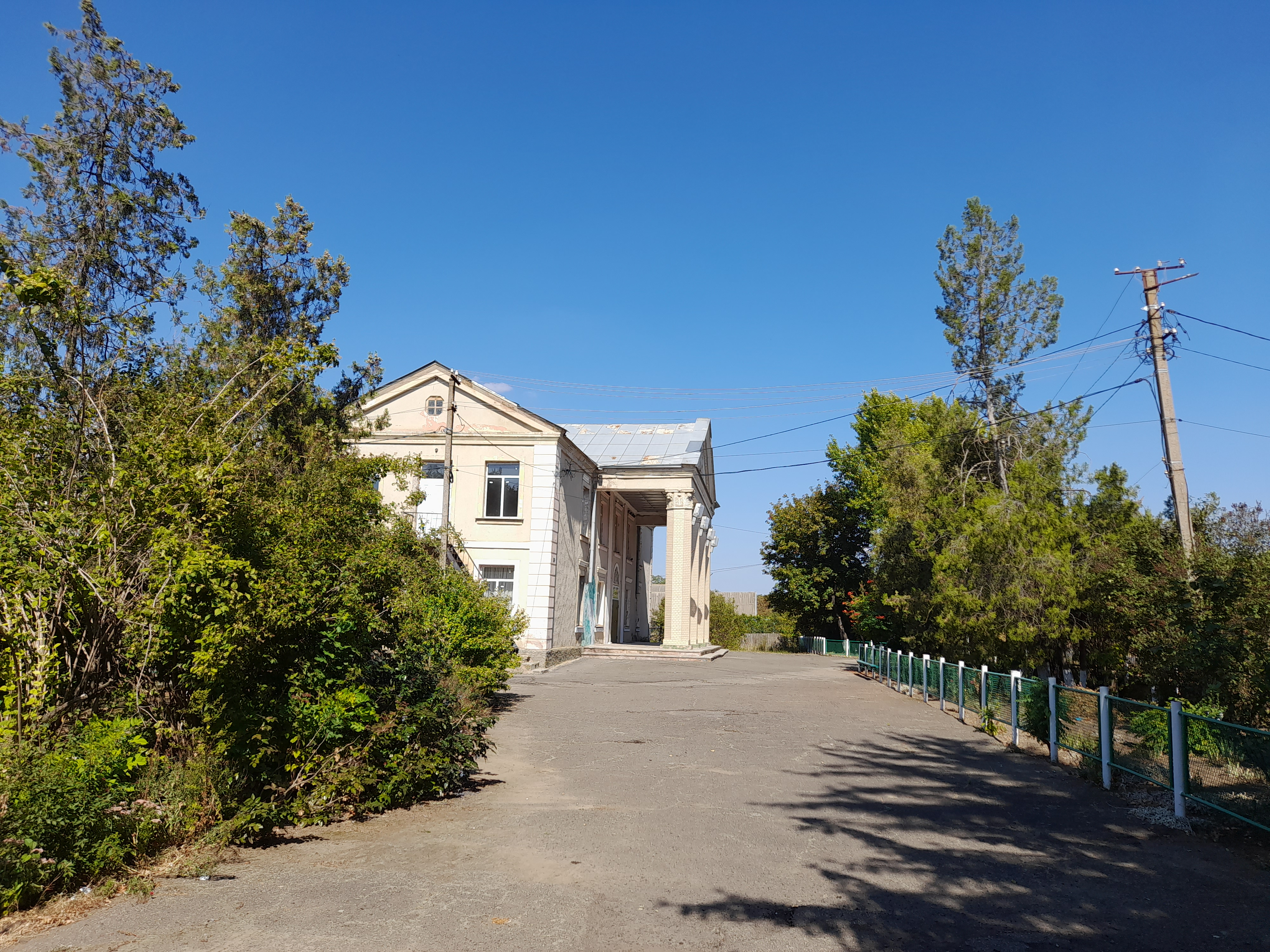
In Konopljane (2023)

Konopljane (ukrainisch Конопляне; russisch Конопляное/Konopljanoje) ist ein Dorf im Süden der Ukraine, etwa 37 Kilometer westlich von der Rajonshauptstadt Beresiwka und etwa 79 Kilometer nordöstlich von der Oblasthauptstadt Odessa entfernt am Fluss Welykyj Kujalnyk gelegen.

## Geschichte
Das Straßendorf wurde 1842 von Einwanderern aus dem Gouvernement Woronesch gegründet, die Bewohner waren in der Landwirtschaft tätig.

## Verwaltungsgliederung
Am 18. August 2016 wurde das Dorf zum Zentrum der neugegründeten Landgemeinde Konopljane (Коноплянська сільська громада/Konopljanska silska hromada). Zu dieser zählten auch noch die 6 in der untenstehenden Tabelle aufgelistetenen Dörfer, bis dahin bildete es zusammen mit den Dörfern  Bohunowe, Ljubotajiwka, Scherowe, Suliwka und Tarassiwka die gleichnamige Landratsgemeinde Konopljane (Коноплянська сільська рада/Konopljanska silska rada) im Norden des Rajons Iwaniwka.
Seit dem 17. Juli 2020 ist sie ein Teil des Rajons Beresiwka.
Folgende Orte sind neben dem Hauptort Konopljane Teil der Gemeinde:
| Name                     | Name                | Name                                      |
| ukrainisch transkribiert | ukrainisch          | russisch                                  |
| ------------------------ | ------------------- | ----------------------------------------- |
| Bohunowe                 | Богунове            | Богуново (Bogunowo)                       |
| Dschuhastrowe            | Джугастрове         | Джугастрово (Dschugastrowo)               |
| Hanno-Pokrowka           | Ганно-Покровка      | Анно-Покровка (Anno-Pokrowka)             |
| Hudewytschewe            | Гудевичеве          | Гудевичево (Gudewitschewo)                |
| Kalyniwka                | Калинівка           | Калиновка (Kalinowka)                     |
| Kateryno-Platoniwka      | Катерино-Платонівка | Катерино-Платоновка (Katerino-Platonowka) |
| Koslowe                  | Козлове             | Козлово (Koslowo)                         |
| Kryschaniwka             | Крижанівка          | Крыжановка (Kryschanowka)                 |
| Ljubotajiwka             | Люботаївка          | Люботаевка (Ljubotajewka)                 |
| Markewytschewe           | Маркевичеве         | Маркевичево (Markewitschewo)              |
| Marzijanowe              | Марціянове          | Марцияново (Marzijanowo)                  |
| Mychajlopil              | Михайлопіль         | Михайлополь (Michailopol)                 |
| Nowakowe                 | Новакове            | Новаково (Nowakowo)                       |
| Nowoukrajinka            | Новоукраїнка        | Новоукраинка (Nowoukrainka)               |
| Scherowe                 | Шерове              | Шерово (Scherowo)                         |
| Sokolowe                 | Соколове            | Соколово (Sokolowo)                       |
| Suliwka                  | Силівка             | Силовка (Sulowka)                         |
| Tarassiwka               | Тарасівка           | Тарасовка (Tarassowka)                    |
| Wowkowe                  | Вовкове             | Волково (Wolkowo)                         |